# Muralla i Torre de la Presó (Caldes de Montbui)
La Muralla i Torre de La Presó és una obra de Caldes de Montbui (Vallès Oriental) declarada bé cultural d'interès nacional.

## Descripció
La muralla se situava entorn de la ciutat en l'època medieval i això es fa visible en la forma tortuosa del centre històric de l'actual vila. El que queda de muralla se situa principalment a la part de la riera, en el carrer Major tocant el Pont Romà, en part dels darreres de les cases del Pont, a Can Rius i a les Termes Victòria. Això és degut al fet que en aquesta zona la muralla quedava més resguardada dels atacs perquè davant tenia la fossa natural que formava la riera i, per aquesta mateixa raó, per aquest costat no es podia expandir la ciutat. Els fonaments de la muralla segurament existeixen en gairebé totes les cases del voltant del nucli antic.
Durant les guerres carlines es va reforçar la muralla. Segurament la façana de la cantonada entre el carrer del Pont i el carrer Major corresponen a aquesta fortificació. El pany de mur presenta diferents fases, resultat de l'aprofitament d'estructures ja existents o que han estat danyades pels diferents atacs carlins.
El que millor es conserva és la torre de defensa d'una de les portes de la ciutat que es va fer servir com a presó. Té una estructura arquitectònica típica del sistema emmurallat i defensiu de l'Edat Mitjana. La torratxa és de forma gairebé semicircular per la part de fora de la ciutat antiga (carrer Major), en canvi per dins és gairebé recte (carrer Corredossos, carrer que recorria interiorment la muralla), fet molt patent en totes les muralles que el que fan és buscar un major perímetre exterior per a una millor defensa. Està formada per planta baixa i dos pisos. L'estructura està formada per murs de càrrega de maçoneria d'un considerable gruix, i per voltes fetes de peces de ceràmica concèntriques (semblant a la volta catalana). La coberta és plana i transitable, pavimentada amb peces de ceràmica. L'ampit de la coberta està rematat per merlets realitzats en una restauració recent, no gaire afortunats, ja que no lliguen gens amb l'edificació anterior. A la façana hi domina el volum per sobre la composició, ja que no hi ha ordre en la disposició i en el tipus de forats; és potser la col·locació i les característiques d'aquests d'una manera indiscriminada al llarg de la història la que ha donat la imatge de la façana.

## Història
L'origen de la muralla és medieval. Ja al 1102 es documenta l'existència d'una muralla que protegia la vila, encara que ha sofert al llarg de la història moltes destruccions i posteriorment reconstruccions i restauracions Els portals primitius eren els quatre que marcaven els quatre punts cardinals, però al segle xviii eren cinc; tots els portals tenien una capella on es deia missa. Es conserva un document gràfic que mostra el traçat de les muralles poc abans que fossin enderrocades; és el "Plan Geométrico de la Villa de Caldes de Montbuy", del 1840.
A mitjans del segle xix s'emprengué la remodelació i l'engrandiment del recinte urbà perquè havia crescut molt el nombre d'habitants; es va enderrocar la muralla i es va iniciar l'expansió dels suburbis o ravals extramurs. La muralla gairebé ha desaparegut, però queda perfectament delimitada pel carrer de Corredossos, ja que anteriorment era el carreró que resseguia interiorment aquesta.
Durant la Tercera Guerra Carlina (1872-1875), es va elaborar un pla de fortificació de diferents viles entre les quals es troba Caldes de Montbui; per fer això es va encarregar un informe al cos d'enginyers, concretament a Buenaventura Muñoz. Possiblement alguns panys de muralla que es conserven correspon a aquesta fortificació, construïda després de l'any 1874.
Caldes era una de les viles més importants del Vallès, ja que tenia la capitalitat de la vegueria. La presó era un dels símbols més grans de la sobirania i de la justícia i, per tant, del poder. Caldes tenia una gran tradició en aquest aspecte, estava molt ben preparada amb una gran quantitat de jurisperits o advocats i procuradors.
La presó de la vila es trobava situada a la plaça, a la part del darrere de les termes romanes, en una de les sales de l'antic hospital (1619-1867). Es trobava a la part antiga de les termes i la porta d'aquesta donava al carrer del Pont i antiga Plaça Marsavall. A la segona meitat del segle xix la presó fou transformada a la torre septentrional del Portal de Bellit, en el camí de Bigues. En 1867 la porta estava franquejada per dues torres de les quals una és habilitada com a presó. L'antiga muralla de Caldes està documentada des de l'any 1102. El portal d'en Bellit és edificat pels voltants de l'any 1347 fins al 1370.